# Уес Крейвън
Уесли Ърл „Уес“ Крейвън (на английски: Wesley Earl „Wes“ Craven) (2 август 1939 г. – 30 август 2015 г.) е американски режисьор, сценарист, продуцент и актьор, най-известен с работата си по редица филми на ужасите и слашър филми. Той е създателят на филмовата поредица „Кошмар на Елм Стрийт“ и заедно с Кевин Уилямсън е съсъздател на поредицата „Писък“.
Женил се е три пъти и има две деца.
Умира от рак на мозъка на 30 август 2015 г. в дома си в Лос Анджелис. 